# Велижский районный историко-краеведческий музей
Велижский районный историко-краеведческий музей — музей города Велижа Смоленской области.

## История создания
Музей начинался в 1918 году с объявления в местной газете, где было опубликовано предложение местным жителям приносить экспонаты для нового музея. Начиная с 1918 года и до начала Великой Отечественной войны музей находился в здании городской ратуши, разрушенной во время войны. В газете «Велижская Новь» музей ведет рубрику «Велиж. Прошлое и настоящее».
Известно, что в 1932 году директором музея был  Г. Е. Сопко. С 1937 по 1938 годы музеем заведовал И. А. Тиль. Во время Великой Отечественной войны музей лишился здания и вплоть до 1983, когда Велижский городской Совет народных депутатов вынес решение о создании в Велиже краеведческого музея.

## Описание
Воссоздан и принят первых посетителей в 1986 году на базе школьных музеев как общественный. Располагается в доме начала  XIX века, построенном на средства купца, мецената, художника, краеведа и писателя О. М. Киселёва. Включает в себя археологический, исторический, художественно-этнографический и военный разделы, а также экспозиции «Знаменитые земляки» и «Предприятия города». Экспозиция «Знаменитые земляки» представляет истории людей, прославивших Велижскую землю. Экспозиция «Предприятия города» рассказывает о роли Западной Двины в жизни города, аэропорта Велиж, узкоколейки и т.д.
В художественно-этнографическом отделе представлены предметы крестьянского быта, жизни горожан в советское время (1950-70 гг.), поделки велижских умельцев.
Археологический отдел представляет находки Сертейского археологического комплекса (поздний палеолит, неолит - культура свайных поселений), находящегося у деревни Сертея в долине реки Сертейки.
Исторический раздел рассказывает о вхождении Велижа в Литовское княжество, Речь Посполитую, в Витебскую губернию и Смоленскую область.
Военный отдел представлен историями о велижанах, которые защищали Брестскую крепость, о Героях Советского Союза, генералах, и военных событиях в Велиже и районе, о роли 4-й Ударной Армии Калининского фронта в его освобождении от немецко-фашистских захватчиков, партизанском движении, участии велижан в военных событиях Великой Отечественной войны 1941-45 годов. Вклад в военный отдел музея продолжается благодаря поисковикам отряда «Воин». Одно из крупных захоронений – мемориал «Лидова гора».
Книги «Из истории Велижа и района», «Место дислокации Велижский район», «Из архивов немецкой армии», «Воинские захоронения», «Велижане орденоносцы», «Почетные граждане г. Велижа» вышли на музейных материалах.
В газете «Велижская Новь» музей ведет рубрику «Велиж. Прошлое и настоящее».